# Action des chrétiens pour l'abolition de la torture
Pour les articles homonymes, voir ACAT.
L'Action des chrétiens pour l'abolition de la torture (ACAT France) est une association qui œuvre depuis sa création en France en 1974 pour le respect des droits de tout être humain, qu'il soit libre ou prisonnier. Elle milite tout particulièrement contre la torture et les mauvais traitements, pour l'abolition de la peine de mort partout dans le monde, et pour la défense du droit d'asile en France. 
Association chrétienne reconnue d'utilité publique, l'ACAT France est membre de la Commission nationale consultative des droits de l'homme auprès du premier ministre. Œcuménique, elle regroupe des chrétiens protestants, catholiques et orthodoxes ainsi que des membres d'autres confessions et des laïcs.
L'ACAT France est membre de la Fédération internationale de l'action des chrétiens pour l'abolition de la torture (FIACAT) qui regroupe une trentaine d'ACAT dans le monde et dispose du statut consultatif auprès des Nations unies, du Conseil de l'Europe et de la Commission africaine des droits de l’homme et des peuples. 
L'ACAT France est également membre de la Coordination internationale pour la décennie de la culture de paix et de non-violence.
Pour promouvoir son action auprès du public et lui permettre de faire appel au don en confiance, l’association adhère au Comité de la Charte.

## Histoire
Les fondatrices sont deux femmes protestantes, Hélène Engel et Edith du Tertre, qui ont été sensibilisées à la question de la torture à la suite d’une conférence du pasteur italien Tullio Vinay à son retour du Sud-Vietnam en 1974.
En février 2014, l'ACAT France est à l'origine d'un coup de froid des relations entre la France et le Maroc. En cause : une plainte contre Abdellatif Hammouchi, le chef de la DGST marocaine. L'ACAT France a en effet profité d'un voyage d'Abdellatif Hammouchi à Paris, dans le cadre d'une rencontre du ministre marocain de l'Intérieur Mohamed Hassad avec ses homologues européens, pour demander aux autorités françaises de l'entendre au sujet de faits présumés de tortures envers deux citoyens marocains : Adil Lamtalsi et Naâma Asfari.
En mars 2016, l'ACAT France publie un rapport intitulé L'Ordre et la Force à propos de l'usage de la force par la police et la gendarmerie française, qui dresse un état des lieux des violences policières en France entre 2005 et 2015.
En juin 2016, l'ACAT France soutient une plainte déposée par une famille de la bande de Gaza contre l'entreprise française Exxelia pour complicité de crimes de guerre et homicide involontaire . Les plaignants, assistés par l’ACAT France, sont des membres d'une famille dont trois enfants ont perdu la vie lors d’une frappe israélienne lors de la guerre de Gaza de 2014.
L'association dépose un référé liberté en mai 2019 afin d'empêcher une exportation d'armes françaises vers l'Arabie saoudite, indiquant que ces armes peuvent être employées dans la guerre au Yémen, comme l'indique une enquête de Disclose.
Le 11 mars 2020, l'ACAT France a publié un rapport très critique sur les violences policières lors du maintien de l'ordre des manifestations en France, particulièrement depuis le mouvement des gilets jaunes. L'enquête cible les consignes gouvernementales données aux forces de l'ordre, et ne veut pas stigmatiser ses exécutants, les gendarmes et les policiers. Dans ce rapport l'ACAT France alerte sur l'usage excessif et surtout offensif  des LBD et des grenades lacrymogènes et de désencerclement, qui occasionnent de nombreux blessés et mutilés. Elle dénonce aussi le recours de plus en plus systématique de la tactique policière de la "nasse". Elle s'indigne des autorités judiciaires politiques et une justice à deux vitesses : impunité pour les policiers qui commettent des violences illégitimes, non port du matricule RIO pourtant obligatoire, procédure judiciaire longue de l'IGPN ; tandis que pour les manifestants interpellés, l'immédiateté et la sévérité des sanctions sont vues comme des mesures d'intimidation. Enfin l'ACAT France fait plusieurs propositions comme la création d'un "organe indépendant chargé d'enquêter sur les faits commis par des agents de police et de gendarmerie", en mettant en cause l'impartialité des enquêtes réalisées par l'IGPN ou l'IGGN. Également elle invite le gouvernement à privilégier des solutions alternatives au maintien de l'ordre à la française : mise en place d'unités dédiées au dialogue (comme en Suède, Pays-Bas, Allemagne), et présence d'officiers de liaison dans les manifestations.

## Distinction
En 1989, l'ACAT France s'est vu attribuer le prix des Droits de l'homme de la République française.

## Présidents
Voir sur le site de l'ACAT la liste des présidents et présidentes.
- 2015-2017 : Gabriel Nissim[14]
- 2017-2018 : Florence Couprie
- 2018 : Bénédicte Tardi
- 2018-2022 : Bernadette Forhan[15]
- depuis 2022 : Yves Rolland